# Julia agraria
Julia agraria va ser un antiga llei romana de les anomenades Agrariae establerta per Juli Cèsar al seu primer consolat amb Marc Calpurni Bíbul l'any 59 aC. Dividia entre 20.000 ciutadans que tinguessin més de tres fills cadascun, les terres de Campània. Amb preferència les terres es van donar als veterans de Gneu Pompeu que havien tornat d'Àsia.
Aquesta llei prohibia canviar els límits de les terres sota multa de 50 aureus. El cònsol Marc Calpurni Bíbul s'hi va oposar fortament, declarant que tots els dies del seu consolat fossin nefastus, quan no es podia aprovar cap llei, però no se'n va sortir, i per aquesta causa va decidir tancar-se a casa seva. La llei va ser aprovada sense consulta al senat i sense auguris previs i va tenir el suport de Pompeu i Cras, en el que sembla que va ser un pas cap al Primer Triumvirat.